# Dylan Donahue
Dylan Mitchell Donahue (Palo Alto, 20 agosto 1992) è un giocatore di football americano statunitense attualmente free agent, che ha militato nel ruolo di linebacker per i New York Jets della National Football League (NFL).

## Carriera

### New York Jets
Donahue al college giocò a football alla West Georgia University. Fu scelto nel corso del quinto giro (181º assoluto) nel Draft NFL 2017 dai New York Jets. Debuttò come professionista subentrando nella gara del primo turno contro i Buffalo Bills mettendo a segno un tackle.